# 马克西姆·叶夫根尼耶维奇·伊万诺夫
马克西姆·叶夫根尼耶维奇·伊万诺夫（俄语：Максим Евгеньевич Иванов，羅馬化：Maksim Evgen'yevich Ivanov，1987年5月23日—）是俄罗斯政治人物，第8届国家杜马代表。
2010年，伊万诺夫加入统一俄罗斯党。2014年9月14日当选哈巴罗夫斯克市第6届杜马代表。 2019年，他被任命为统一俄罗斯党哈巴罗夫斯克分部代理书记；2021年6月当选为秘书。2021年9月他成功当选第8届国家杜马代表后离任该职务。

## 制裁
他是美国财政部于2022年3月24日因2022年俄乌战争而受到制裁的国家杜马成员之一。出于同样的原因，他也招到英国政府的制裁。